# Qinglong (socken i Kina, Guangxi)
Qinglong (kinesiska: 青龙乡, 青龙) är en socken i Kina. Den ligger i den autonoma regionen Guangxi, i den södra delen av landet, omkring 320 kilometer nordost om regionhuvudstaden Nanning. Antalet invånare är 18677. Befolkningen består av 8 898 kvinnor och 9 779 män. Barn under 15 år utgör 18,0 %, vuxna 15-64 år 70 %, och äldre över 65 år 11,0 %.
Genomsnittlig årsnederbörd är 2 375 millimeter. Den regnigaste månaden är juni, med i genomsnitt 483 mm nederbörd, och den torraste är oktober, med 44 mm nederbörd.